# Zeitungsgruppe Lahn-Dill
In der Zeitungsgruppe Lahn-Dill sind eine Reihe mittelhessischer Tageszeitungen zusammengefasst, die sich im Besitz der VRM Wetzlar GmbH (bis zum 4. Januar 2019 Wetzlardruck GmbH) und damit des Medienkonzerns VRM befinden. Hauptausgabe ist die Wetzlarer Neue Zeitung (WNZ). Die verkaufte Auflage beträgt 47.571 Exemplare, ein Minus von 42,6 Prozent seit 1998. Gemessen an der verkauften Auflage ist sie zusammen größte Tageszeitung Mittelhessens und eine der größten Hessens. Die Zentralredaktion der Zeitungsgruppe befindet sich in Wetzlar, wo der redaktionelle Mantel für alle Lokalausgaben entsteht und alle Ausgaben gedruckt werden. Die Inhalte aller Ausgaben erscheinen außerdem im gemeinsamen Online-Portal mittelhessen.de.

## Geschichte
Bis 2010 belieferte die Wetzlarer Zentralredaktion die Gelnhäuser Neue Zeitung (Auflage: 8766 Exemplare) mit ihrem Mantel. Seitdem wird der Mantel dieser Zeitung von der Oberhessischen Presse (Marburg) geliefert.
Zum 1. Juli 2016 übernahm die Zeitungsgruppe Lahn-Dill das Druck- und Verlagshaus E. Weidenbach in Dillenburg. Dort erscheinen bis heute die Dill-Zeitung (bis 2014 mit den eingestellten Untertiteln Haigerer Kurier und Herborner Echo) sowie verschiedene Anzeigenblätter. Der gesamte „Dill-Block“, der zusätzlich noch die Dill-Post (nach der Übernahme der Dill-Zeitung zugunsten selbiger eingestellt), die Haigerer Zeitung (eingestellt) und das Herborner Tageblatt umfasst, erreichte eine Auflage von 11.287 Exemplaren.
2018 fusionierte die bis dahin als Wetzlardruck GmbH unabhängige Zeitungsgruppe Lahn-Dill mit der Gießener Anzeiger Verlags GmbH & Co KG, welche zum VRM-Konzern gehörte. Nachdem das Bundeskartellamt der Transaktion am 8. Mai 2018 zustimmte, ist die VRM Holding GmbH & Co. KG aus Mainz Mehrheitseigner des daraus hervorgegangenen Verlagshauses. Die Schnitzler Verlags- und Kinne Beteiligungs-GmbH aus Wetzlar hält die verbleibenden Anteile.

## Organisation
Durch die Organisation mit Zentralredaktion in Wetzlar liegt der Posten des Chefredakteurs für alle der Gruppe zugehörigen Zeitungen dort. Zurzeit besetzt Frank Kaminski diese Position. Die Lokalredaktionen der einzelnen Lokalausgaben stehen unter der Führung eines Redaktionsleiters.

## Zeitungen/Lokalausgaben
In der Zeitungsgruppe Lahn-Dill erscheinen derzeit sechs Ausgaben (in Klammern seit wann sie Teil der Zeitungsgruppe sind):
- Wetzlarer Neue Zeitung (Hauptausgabe, seit 1. Januar 1946)
- Hinterländer Anzeiger (seit 1. Dezember 1950)
- Weilburger Tageblatt (seit 1. Juli 1954)
- Herborner Tageblatt (seit 1. September 1956)
- Dill-Zeitung (seit 1. Juli 2016)

Die Haigerer Zeitung, die Dill-Post (ab dem 1. November 1950 Teil der Gruppe), die Zeitung Solms-Braunfelser, das Nassauer Tageblatt sowie die Marburger Neue Zeitung waren früher ebenfalls Teil der Zeitungsgruppe, wurden aber mittlerweile eingestellt.
| 1998  | 1999  | 2000  | 2001  | 2002  | 2003  | 2004  | 2005  | 2006  | 2007  | 2008  | 2009  | 2010  | 2011  | 2012  | 2013  | 2014  | 2015  | 2016  | 2017  | 2018  | 2019  | 2020  | 2021  | 2022  | 2023  | 2024  |
| ----- | ----- | ----- | ----- | ----- | ----- | ----- | ----- | ----- | ----- | ----- | ----- | ----- | ----- | ----- | ----- | ----- | ----- | ----- | ----- | ----- | ----- | ----- | ----- | ----- | ----- | ----- |
| 82881 | 82802 | 83272 | 83360 | 81886 | 80621 | 79688 | 77900 | 76520 | 75045 | 73250 | 71484 | 67779 | 66426 | 65180 | 63427 | 61788 | 60297 | 58651 | 56889 | 54573 | 51109 | 49255 | 47638 | 44492 | 51937 | 47571 |